# Thập niên 1260
Thập niên 1260 là thập niên diễn ra từ năm 1260 đến 1269.